# 多鱗孔頭鯛
多鱗孔頭鲷（学名：Melamphaes polylepis）為輻鰭魚綱奇鯛目大鱗鲷科的其中一種。分布於全球各大洋海域，屬深海魚類，棲息深度200-2250公尺，體長可達6.8公分。
其种加词“polylepis”意为“多鳞的”。

## 外部連結
多鱗孔頭鲷的圖片